# Zecca di Ticinum

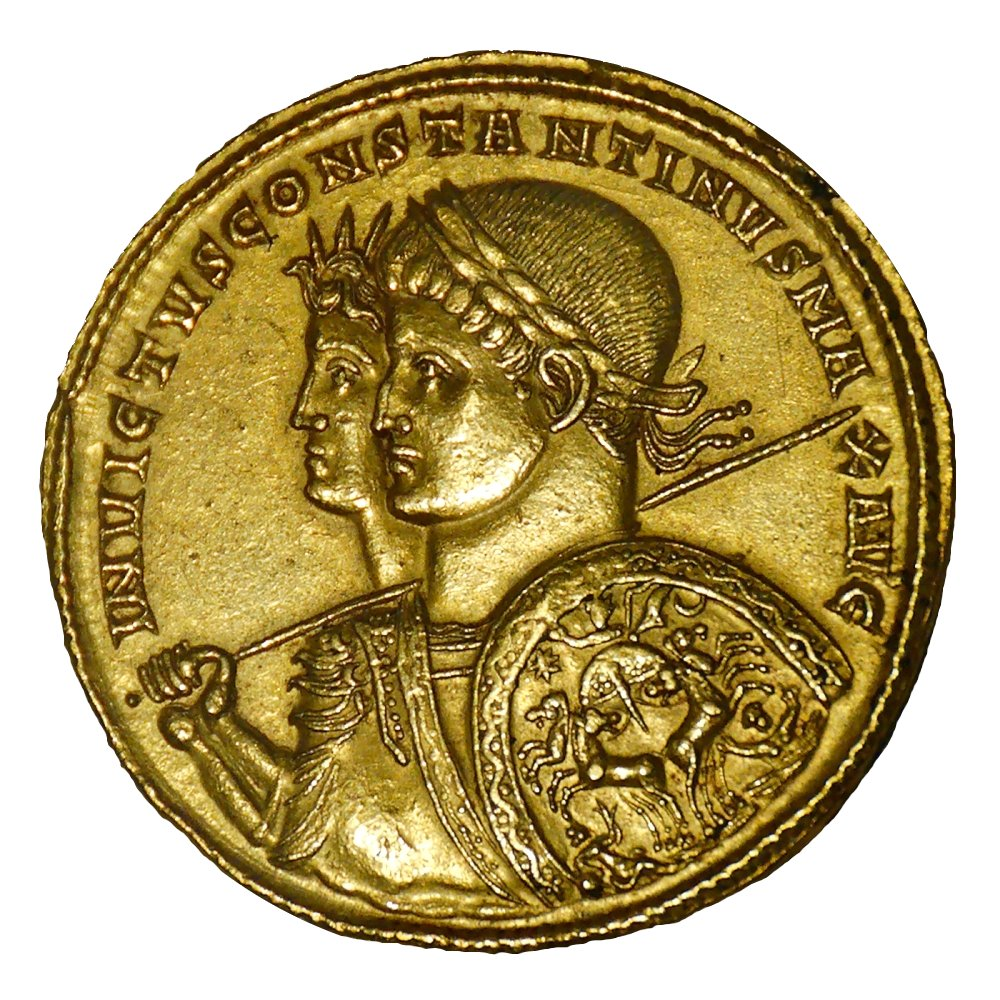
Multiplo di un aureo della zecca di Ticinum del 313 del peso di 39.79 g. Rappresenta sul dritto il busto di Constantino I a fianco del Sol Invictus (oggi presso il Cabinet des médailles).

La zecca e monetazione di Ticinum (Moneta) era l'edificio presso il quale vi fu la prima coniazione di monete in epoca imperiale a Pavia, quando l'Imperatore romano, Aureliano, decise di chiudere la vicina zecca milanese nel 274 a vantaggio della nuova. Nella nuova zecca di Ticinum furono create addirittura sei officine.

## Edificio
Le indagini archeologiche non hanno ancora dato riscontri sull'antico edificio presso il quale fu iniziata la coniazione delle monete di Ticinum. Certo è che potrebbe essere sorto non molto distante dal Forum cittadino, cuore amministrativo-finanziario dell'antica Pavia.

## Segni di zecca
Numerosi furono i segni di zecca: es. T(icinum), T(ertia)T(iciniensis), P(rima)T(iciniensis), S(ecunda)T, B[=secunda]T, Q(uarta)T, VI (oficina) XXI.

## Storia e monetazione

### Monetazione dell'ultimo periodo dell'anarchia militare: gli Imperatori illirici (274 - 285)
Con la morte di Gallieno, avvenuta nel 268, venne eletto il primo dei cosiddetti Imperatori illirici. Si trattava di Claudio II detto il Gotico, proveniente dalle zone illiriche. Egli si impegnò nell'arginare le incursioni gotiche. Morì a Sirmio nel 270, al centro del fronte Illirico, a causa della peste che in quegli anni falciò l'Illiria. A lui successe un altro militare di carriera di questa regione: Aureliano. Il suo primo obbiettivo fu quello di respingere una nuova incursione di Alemanni e Marcomanni/Iutungi che avevano invaso l'Italia nel 270/271. La necessità quindi di mantenere una zecca imperiale in piena pianura padana a Mediolanum, sorta dai tempi di Gallieno. Successivamente si concentrò nel riunificare l'Impero, prima riconquistando il regno di Palmira della regina Zenobia (tra il 271 e il 273), poi l'Impero delle Gallie, governato da Tetrico. L'impresa gli riuscì tanto da guadagnarsi il titolo di restitutor orbis. In seguito a questi eventi, nel 274 mise in atto una riforma monetaria che prevedeva la chiusura della zecca di Mediolanum a vantaggio dell'apertura di quella di Ticinum.
La monetazione continuò con continuità poi sotto Marco Claudio Tacito (fine del 275-inizi 276), il fratello Marco Annio Floriano (che regnò per poche settimane), Marco Aurelio Probo (dal 276 al 282), Marco Aurelio Caro (dal 282 al 283) con i figli Numeriano e Carino (dal 283 al 285).
| Imperatori illirici (274-285)  | Imperatori illirici (274-285) | Imperatori illirici (274-285) | Imperatori illirici (274-285) | Imperatori illirici (274-285) | Imperatori illirici (274-285)                             | Imperatori illirici (274-285)       |
| Immagine                       | Valore                        | Dritto | Rovescio | Datazione                     | Peso; diametro                                            | Catalogazione                       |
| ------------------------------ | ----------------------------- | --- | --- | ----------------------------- | --------------------------------------------------------- | ----------------------------------- |
|                                | Antoniniano                   | IMP C AVRELIANVS AUG, testa radiata dell'Imperatore Aureliano e busto con corazza verso destra.                                                                          | ORIENS AVG, il Sole con i raggi in piedi verso sinistra, un mantello corto (clamide) sulle spalle, la mano destra alzata verso il cielo tiene una globo; due prigionieri seduti ai suoi piedi a destra e sinistra; in esergo Q(uarta) XX T. | 274                           | 22 mm, 3.44 gr, 5 h (zecca di Ticinum, quarta officina)   | RIC V 151; MIR 47, 71b4; BN 615.    |
|                                | Antoniniano                   | IMP C M CL TACITVS AUG, testa radiata dell'Imperatore Marco Claudio Tacito e busto con corazza verso destra.                                                             | VICTO-RIA G-OTTHI, la Vittoria in piedi verso sinistra, tiene una corona ed una palma; in esergo P(rima). | 275/276                       | 4.03 gr (zecca di Ticinum, prima officina)                | RIC V pt. 1, 172; Estiot 1551-1553. |
|                                | Antoniniano                   | IMP C M CL TACITVS AUG, testa radiata dell'Imperatore Marco Claudio Tacito e busto con corazza e drappeggio verso destra.                                                | VICTORIA GOTHI, la Vittoria avanza verso sinistra, tiene una corona ed una palma; in esergo P(rima). | metà del 276                  | 23 mm, 3.30 g, 6 h (zecca di Ticinum, prima officina)     | RIC V 172; BN 1674-5 RSC 157.       |
|                                | Antoniniano                   | IMP C M PROBUS AUG, testa radiata dell'Imperatore Marco Aurelio Probo e busto con corazza verso destra.                                                                  | FELICITAS [...], la Felicità in piedi verso sinistra, tiene una cornucopia e un caduceo; in esergo S(ecunda) XX T. | 276                           | 23 mm, 3.57 gr, 12 h (zecca di Ticinum, seconda officina) | RIC V 359; Pink VI/1, p. 60.        |
|                                | Antoniniano                   | IMP C M PROBUS PF AUG, testa radiata dell'Imperatore Marco Aurelio Probo e busto con mantello e corazza verso sinistra, in mano uno scettro con un'aquila sulla sommità. | SOLI INVICTO, il Sole in quadriga verso sinistra; XXI T in esergo. | 276                           | 23 mm, 4.13 g, 12 h (zecca di Ticinum)                    | RIC RIC V 442; Pink VI/1.           |
|                                | Antoniniano                   | IMP NUMERIANUS PF AUG, testa radiata dell'Imperatore Numeriano e busto con corazza e drappeggio verso destra.                                                            | PROVIDENT(ia) AUGG(ustorum), la Provvidenza in piedi verso sinistra, triene una cornucopia e una spiga di grano sopra un modio verso sinistra; in esergo VI (oficina) XXI.                                                                  | metà del 283                  | 22 mm, 3.82 g, 6 h (zecca di Ticinum, sesta officina)     | RIC V 447; Pink VI/2, p. 29.        |
| N.B.: Qui sopra alcuni esempi. |                               | | |                               |                                                           |                                     |

### Monetazione dioclezianea fino alla seconda tetrarchia (20 novembre 285 - 25 luglio 306)
La zecca continuò a battere moneta fin dal principio del regno di Diocleziano e poi per tutto il periodo tetrarchico fino al 326/327, quando Costantino I la chiuse definitivamente. Sappiamo che dopo la prima tetrarchia, terminate il 1º maggio del 305, quando Diocleziano e Massimiano abdicarono (ritirandosi il primo a Spalato ed il secondo in Lucania), la seconda prevedeva che i loro rispettivi due cesari diventassero augusti (Galerio per l'oriente e Costanzo Cloro per l'occidente), provvedendo questi ultimi a nominare a loro volta i propri successori designati (i nuovi cesari): Galerio scelse Massimino Daia e Costanzo Cloro scelse Flavio Valerio Severo. Sembra però che poco dopo, lo stesso Costanzo Cloro, rinunciò a parte dei suoi territori (Italia e Africa) a vantaggio dello stesso Galerio, il quale si trovò a dover gestire due cesari: Massimino Daia a cui aveva affidato l'Oriente, Flavio Valerio Severo a cui rimase l'Italia (e forse l'Africa), mentre tenne per se stesso l'Illirico. Il sistema rimase invariato fino alla morte di Costanzo Cloro avvenuta ad Eburacum il 25 luglio del 306.
| Diarchia e primo/secondo periodo tetrarchico (285-306) | Diarchia e primo/secondo periodo tetrarchico (285-306) | Diarchia e primo/secondo periodo tetrarchico (285-306)                                                        | Diarchia e primo/secondo periodo tetrarchico (285-306)                                                                       | Diarchia e primo/secondo periodo tetrarchico (285-306) | Diarchia e primo/secondo periodo tetrarchico (285-306) | Diarchia e primo/secondo periodo tetrarchico (285-306) |
| Immagine                                               | Valore                                                 | Dritto | Rovescio | Datazione                                              | Peso; diametro                                         | Catalogazione                                          |
| ------------------------------------------------------ | ------------------------------------------------------ | --- | --- | ------------------------------------------------------ | ------------------------------------------------------ | ------------------------------------------------------ |
|                                                        | Antoniniano                                            | IMP CC VAL DIOCLETIANUS PF AVG, testa radiata di Diocleziano e busto con drappeggio e corazza verso destra.   | IOVI CONSERVAT, Giove in piedi di fronte, la testa verso sinistra, tiene un fulmine ed uno scettro; VI (oficina) XXI T.      | 285                                                    | 21 mm, 3.84 g, 11 h (zecca di Ticinum, sesta officina) | RIC V 222.                                             |
|                                                        | Antoniniano                                            | IMP C M AUR VAL MAXIMIANUS PF AVG, testa radiata di Massimiano e busto con drappeggio e corazza verso destra. | IOVI CONS-ERVAT, Giove in piedi di fronte, la testa verso sinistra, tiene un fulmine ed uno scettro; T(ertia oficina) XXI T. | 287                                                    | 22 mm, 3.80 gr, 5 h (zecca di Ticinum, terza officina) | RIC V 558.                                             |
|                                                        | argenteo                                               | MAXIMIA-NUS AUG, testa laureata e busto verso destra.                                                         | VICTORI-A SARMAT(ica), i tetrarchi che compiono un sacrificio davanti alla porta di un accampamento con sei torri.           | 295                                                    | 19 mm, 3.40 gr (zecca di Ticinum)                      | RIC VI 16b; Jelocnik 37; RSC 548d.                     |
|                                                        | Æ Follis                                               | IMP C DIOCLETIANVS PF AVG, testa laureata e busto verso destra.                                               | GENIO POPVLI ROMANI, il Genio tiene una patera ed una cornucopia; una stella a sei raggi a sinistra e STO in esergo.         | 296/297                                                | 27 mm, 11.36 gr, 7 h (zecca di Ticinum)                | RIC VI 31a.                                            |
|                                                        | Æ Follis                                               | IMP C MAXIAMIANUS PF AVG, testa laureata e busto verso destra.                                                | FIDES MILITUM, la Fede seduta sul trono, tiene delle insegne in ogni mano; T(ertia) T in esergo.                             | 305                                                    | (27 mm, 11.40 gr, 7 h (zecca di Ticinum)               | RIC VI 55b.                                            |
| N.B.: Qui sopra alcuni esempi.                         |                                                        | | |                                                        |                                                        |                                                        |

### Monetazione della guerra civile (306 - 324/327)
Con la morte di Costanzo Cloro (25 luglio del 306), il sistema tetrarchico andò in crisi: il figlio illegittimo dell'imperatore defunto, Costantino venne proclamato cesare dalle truppe in competizione con il legittimo erede, Severo. Qualche mese più tardi, Massenzio, figlio del vecchio augusto Massimiano Erculio, si fece acclamare, grazie all'appoggio di ufficiali come Marcelliano, Marcello e Luciano (non invece di Abellio, vicario del praefectus Urbi, che fu ucciso), dai pretoriani, ripristinando il principio dinastico.
La guerra civile romana che ne derivò durò quasi un ventennio, dal 306 al 324, vide lo scatenarsi di un lungo conflitto tra numerose fazioni di pretendenti al trono imperiale (tra augusti, cesari ed usurpatori) in diverse parti dell'Impero, al termine del quale prevalse su tutti Costantino I. Egli era così riuscito a riunire il potere imperiale nelle mani di un solo monarca, dopo il periodo della Tetrarchia. Nel 315, Costantino fece coniare dalla zecca di Ticinum un medaglione in argento in memoria della vittoria di Ponte Milvio (nel quale l'imperatore viene raffigurato provvisto di elmo con cristogramma) che fu, probabilmente, donato agli ufficiali di cavalleria che nutrivano simpatie nei confronto del cristianesimo. Al termine della guerra civile, la zecca di Ticinum chiuse nel 326/327.
| Monetazione della guerra civile (306-324) | Monetazione della guerra civile (306-324) | Monetazione della guerra civile (306-324)                                           | Monetazione della guerra civile (306-324) | Monetazione della guerra civile (306-324) | Monetazione della guerra civile (306-324)                | Monetazione della guerra civile (306-324) |
| Immagine                                  | Valore                                    | Dritto                                                                              | Rovescio | Datazione                                 | Peso; diametro                                           | Catalogazione                             |
| ----------------------------------------- | ----------------------------------------- | ----------------------------------------------------------------------------------- | --- | ----------------------------------------- | -------------------------------------------------------- | ----------------------------------------- |
|                                           | Æ Follis                                  | MAXENTIVS P F AVG, testa laureata verso destra, busto con mantello.                 | CONSERV VRB SVAE, Roma seduta di fronte, la testa girata verso sinistra, in un tempio esastilo, tiene un globo ed uno scettro; in esergo T T(ertia).                                                                          | 307/308                                   | 25 mm, 6.22 gr, 7 h; terza officina.                     | RIC VI 95.                                |
|                                           | Æ Follis                                  | CONSTANTINVS PF AVG, testa laureata e busto con corazza verso destra.               | MARS CON-SERVATORI, il dio Marte della guerra in piedi verso destra, tiene uno scudo ed una lancia riversa; T(ertia oficina) T(icinensis) in esergo.                                                                          | 312/313                                   | 20 mm, 3.47 gR, 6 h (zecca di Ticinum, terza officina)   | RIC VI 124a.                              |
|                                           | Æ Follis                                  | IMP CONSTAN-TINVS MAX AVG, testa laureata e busto con corazza ed elmo verso destra. | VICTORIAE LAETAE PRINCPE [RP?], due Vittorie in piedi una di fronte all'altra, insieme tengono uno scudo sul quale è scritto VOT/PR su due linee, al di sopra di un altare con una *; P(rima oficina) T(icinensis) in esergo. | 318/319                                   | 16 mm, 2.93 gR, 6 h (zecca di Ticinum, prima officina)   | RIC VII 87.                               |
|                                           | Æ Follis                                  | CONST-ANTINVS AVG, testa laureata e busto con corazza ed elmo verso destra.         | VIRTUS EXERCIT, un labaro con inscritto VOT/XX su due linee; due prigionieri, schiena contro schiena seduti; S(ecunda oficina) una U e la T(icinensis) in esergo.                                                             | 319/320                                   | 19 mm, 3.23 gr, 1 h (zecca di Ticinum, seconda officina) | RIC VII 122.                              |
|                                           | Æ Follis                                  | CONSTAN-TINVS AVG, testa laureata e busto verso destra.                             | D N CONSTANTINI MAX(imo) AVG(gusto), un accampamento romano con due torri, una stella sopra; P(rima) una palma e poi la T in esergo.                                                                                          | 326/327                                   | 17 mm, 3.44 gr, 12 h (zecca di Ticinum, prima officina)  | RIC VII 205.                              |
| N.B.: Qui sopra alcuni esempi.            |                                           |                                                                                     | |                                           |                                                          |                                           |

## Monetazione di età Gota (VI secolo)
Durante la guerra Greco-gotica, le zecche di Roma, Ravenna e Milano, precedentemente utilizzate per le emissione monetali trimetalliche gote, furono, a causa dell’avanzata dell’esercito bizantino, dismesse. La zecca di Ticinum divenne quindi il principale centro di coniazione gota dal regno di Baduila, detto Totila. Sicuramente alla zecca di Ticinum va attribuita una siliqua con monogramma del re goto Ildibald, che regnò tra il 540 e il 541.

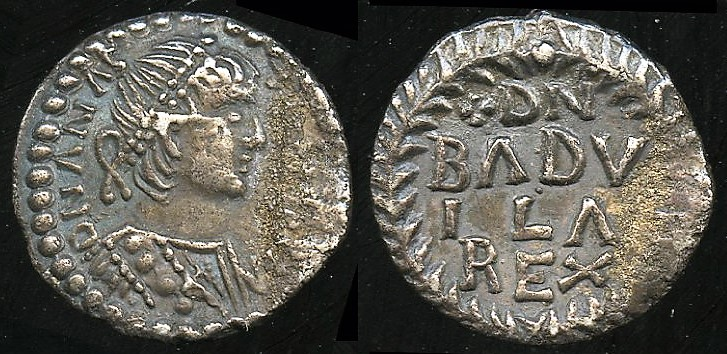
Pavia, siliqua, Totila.

Anche la monetazione dell’ultimo re goto, Teia, andrebbe riferita alla zecca ticinense, unico centro di produzione possibile dopo la conquista bizantina di Roma. Le emissioni di Teia sono note solo attraverso parti di silique in argento con al diritto il busto di Anastasio o una legenda pseudoepigrafica e, al rovescio, il nome in ghirlanda del re.
Verosimilmente, la zecca di età gota va identificata con i resti di un edificio tardo antico rettangolare absidato, scoperti nel 1961 durante scavi per la costruzione di un’abitazione nel settore sud-orientale della città, in Via Porta Damiani, tra Via Pedotti e Via Alboino.